# Josip Jelačić
Greve Josip Jelačić av Bužim, född 16 oktober 1801 i Petrovaradin (idag Novi Sad i Serbien), död 20 maj 1859 i Zagreb, var ban av Kroatien. Jelačić härstammade från den adliga Jelačić-ätten och var en framstående general i den österrikiska armén där han utmärkte sig under revolutionerna 1848. Han avskaffade livegenskapen i Kroatien där han bär status som nationalhjälte.
Då det rådde nationalistiska strömningar i kejsardömet Österrike 1848 hävdade Jelačić kroaternas intressen gentemot Ungern med vilket Kroatien var i personalunion sedan 1102. Han var kejsaren av Österrike trogen och ledde ett fälttåg gentemot ungarna under den ungerska revolutionen 1848. Från 1848 och fram till sin död 1859 var han ban över kungariket Kroatien och Slavonien som fram till 1867 var en autonom del av kejsardömet Österrike. Jelačić avskaffade även livegenskapen i Kroatien under sin regeringstid.
Idag står en ryttarstaty föreställande Jelačić vid den kroatiska huvudstaden Zagrebs centrala torg som bär hans namn, Ban Jelačićs torg.
Hans porträtt finns på 20 kuna-sedeln.